# Terminal Paso del Comercio
La Terminal Paso del Comercio es una de las terminales de cabecera del Sistema Integrado de Transporte MIO de la ciudad de Cali, inaugurado en el año 2008.

## Ubicación
Se encuentra ubicada en el nororiente de la ciudad sobre la carrera 1 entre calles 70 y 73, a la entrada de la ciudad desde el municipio de Palmira y el Aeropuerto Internacional Alfonso Bonilla Aragón. Cerca de la terminal se encuentra el centro comercial Calima y los barrios Paso del Comercio, Los Alcázares y Ciudadela Floralia.

## Toponimia
La terminal recibió su nombre de Paso del Comercio por el barrio adyacente. Inicialmente fue llamada terminal de cabecera Calima debido a que en un principio se diseñó para ser construida en la carrera 1 con calle 70 frente al centro comercial Calima pero fue rediseñada y reubicada al sitio que hoy ocupa.

## Historia
El 10 de septiembre de 2016 inició operación la Terminal Paso del Comercio, siendo la tercera terminal de cabecera del sistema MIO en ser puesta al servicio, y reemplazando como terminal de cabecera de la troncal de la carrera 1 a la estación Chiminangos, que venía desempeñando ese papel antes de la construcción de esta terminal.
Durante el Paro nacional de 2021, la terminal fue vandalizada e incinerada. Debido a los daños y a retrasos en las obras de recuperación de la terminal, esta permaneció cerrada por más de un año hasta el 30 de mayo de 2022 cuando fue puesta al servicio nuevamente.

## Características
La terminal cuenta con tres plataformas: dos de estas plataformas son de piso alto para buses articulados y padrones con la plataforma restante siendo de piso bajo para recibir las rutas alimentadoras que operan con buses complementarios. Las plataformas están comunicadas por medio de un túnel peatonal. Esta terminal también cuenta con una bahía anexa sobre la calzada norte-sur de la carrera 1 para recibir buses intermunicipales de los municipios de Palmira, Pradera, El Cerrito y otros cercanos. El acceso peatonal se da por medio de dos puentes peatonales, uno en cada extremo de la estación. La terminal está diseñada para atender un flujo de 100 000 usuarios diarios.

## Servicios de la estación

### Rutas troncales
| Ruta | Estación Origen      | Estación Destino             | Sentido (N/S) |
| ---- | -------------------- | ---------------------------- | ------------- |
| E37  | Inicio del recorrido | Unidad Deportiva Cl 5 Cra 52 | Ambos         |
| T31  | Inicio del recorrido | Universidades Cra 100 Cl 16  | Ambos         |

### Rutas pretroncales
| Ruta | Origen                             | Trayecto                       | Destino                    |
| ---- | ---------------------------------- | ------------------------------ | -------------------------- |
| P30A | Inicio del recorrido               | Cl 70 - Terminal Menga - Av 6N | Centro                     |
| P42  | Terminal Andrés Sanín Cl 75 Cra 19 | Av. Ciudad de Cali - Cl 70     | Terminal Menga Av 3N Cl 70 |

### Rutas alimentadoras
| Ruta | Origen               | Trayecto                                       | Destino                 |
| ---- | -------------------- | ---------------------------------------------- | ----------------------- |
| A33  | Inicio del recorrido | Cl 73 - Dg 7N - Cl 84 - Cr 4N - Cl 72C - Cr 3N | Ciudadela Floralia      |
| A35A | Inicio del recorrido | Cra 1 - Cl 76 - Cra 1A12 - Cl 73A - Cra 1D     | Calimío Norte - Petecuy |

## Controversias
La construcción de esta terminal fue inicialmente contratada por Metrocali en el año 2007 mediante un proceso de licitación adjudicado a la firma israelí Hafira ve Hatziva Ltda. la cual se presentó con una oferta económica de 22 700 millones de pesos. Dos años después, el ente gestor pagó a este contratista la suma de 6825 millones de pesos por concepto de anticipo para ajustar diseños y construir la obra. Sin embargo, el contrato nunca se ejecutó y no se dio inicio a la obra. Según hallazgo de la Contraloría General de la República, el pago del anticipo se realizó sin cumplir los requisitos legales, al ser girado a una cuenta a nombre del contratista y no en uso de la garantía bancaria, lo cual permitió al contratista disponer de los fondos para fines distintos a los estipulados por el contrato y los cuales no pudo justificar debidamente. Además de que el contrato nunca fue ejecutado, según el ente fiscal, no se tomaron las medidas administrativas y judiciales tendientes a garantizar su cumplimiento o la devolución del anticipo, lo que ocasionó un detrimento patrimonial y la configuración de un fallo de responsabilidad fiscal por 8529 millones de pesos contra Luis Fernando Barrera, presidente del ente gestor que suscribió el acta de inicio del contrato y la entrega del anticipo al contratista, y la empresa contratista Hafira ve Hatziva y su representante legal en 2017.
Dados los incumplimientos del contratista, en 2013 Metrocali optó por cancelar unilateralmente el contrato, rediseñó la estación y abrió un nuevo proceso licitatorio para seleccionar otro contratista que llevara a cabo la construcción de la estación.